# Кисельовка (Зубово-Полянський район)
Кисельо́вка (рос. Киселёвка, ерз. Киселевка) — присілок у складі Зубово-Полянського району Мордовії, Росія. Входить до складу Жуковського сільського поселення.
Населення — 106 осіб (2010; 108 у 2002).
Національний склад станом на 2002 рік:
- мордва — 65 %
- росіяни — 35 %